# عبدالله قاضی
عبدالله قاضی (انگلیسی: Abdullah Qazi؛ زادهٔ ۲۶ ژوئیهٔ ۱۹۸۷) بازیکن فوتبال اهل پاکستان بود.
وی همچنین در تیم ملی فوتبال پاکستان بازی کرده است.